# ロフト

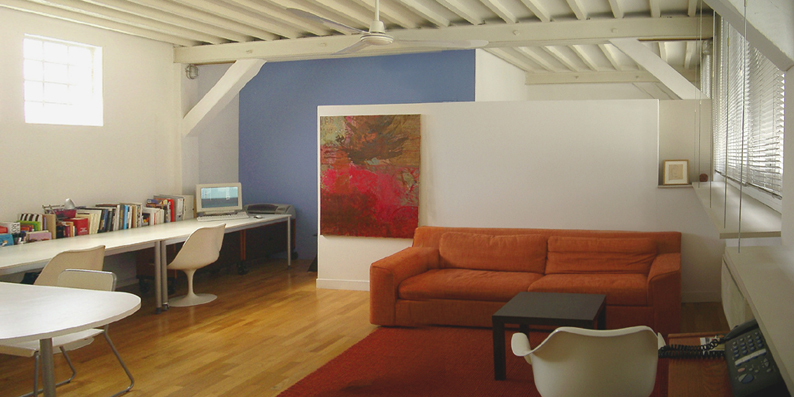
ロフトを使った住居兼スタジオの例。

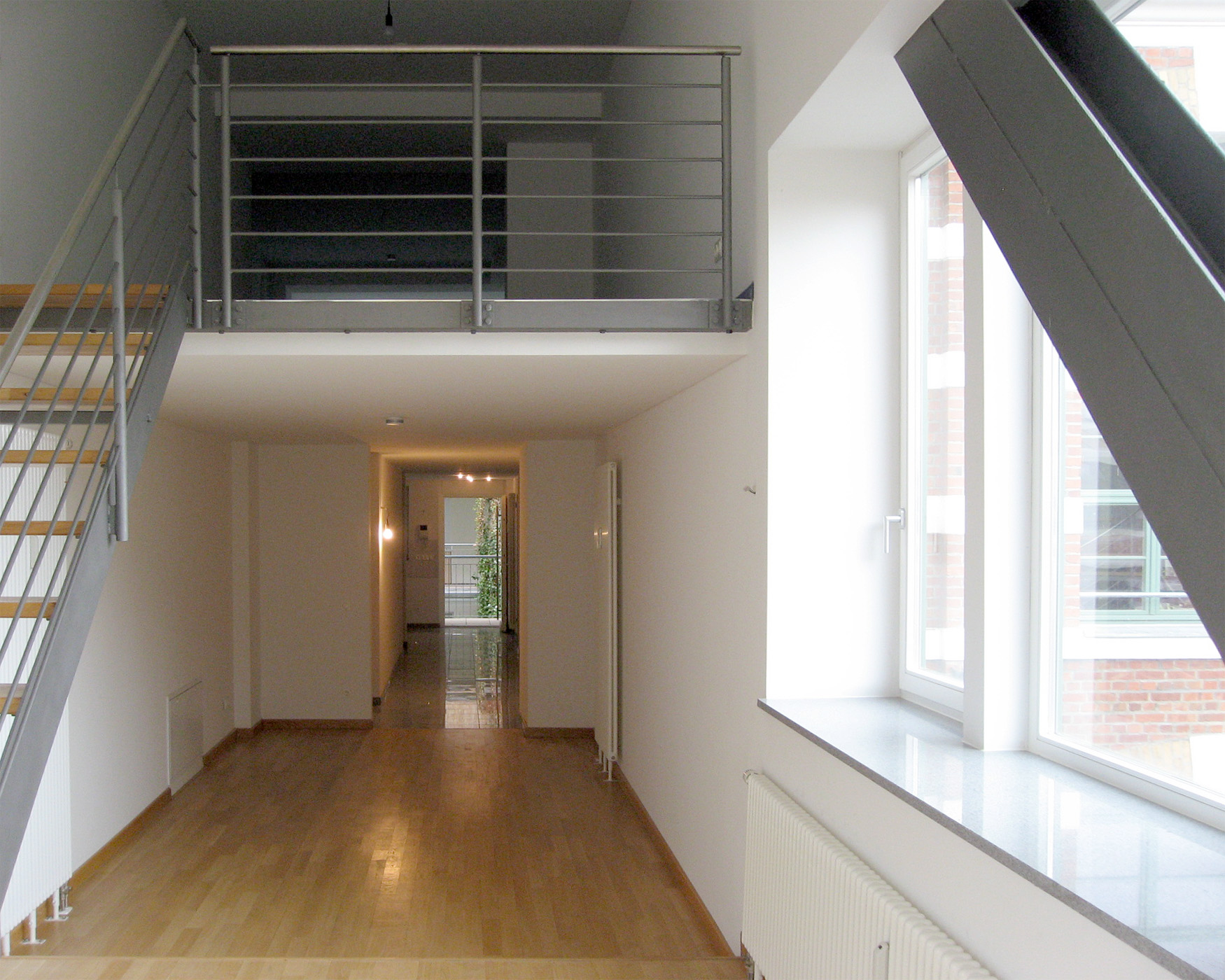
中二階と吹き抜けのあるロフトアパートメント

ロフト（Loft）とは、原義では建物の最上階または屋根裏にある部屋を指す。
天井の下でなく直接屋根の下にあり、倉庫などに使われる。下の階からの荷物の上げ下ろしのために吹き抜けが設けられているのも特徴である。
ここから派生して、天井の高い倉庫や工場で、一部を中二階とし、残りを吹き抜けにしているようなものもロフト（コマーシャル・ロフト）と呼ぶ。
こうしたロフトを住居用に改造した（またはロフト風に新築された）天井の高い空間（主にアトリエやスタジオなど美術・音楽作品の制作に使用される）を備えた集合住宅は「ロフト・アパートメント」（loft apartment）と呼ばれる。
日本の賃貸物件などでは、天井を高くして中二階を設けて梯子などで昇降できるようにしたものを指す。日本では、賃貸物件における利回りの向上や、都市部で高額な固定資産税等の回避の観点から、狭い床面積でスペースを有効に利用したい場合、建築基準法において、基準を満たしたロフト部分は床面積に算入されないことを利用しロフトを設置して、見かけ上のスペースを拡大している物件がある。

## 屋根裏部屋としてのロフト

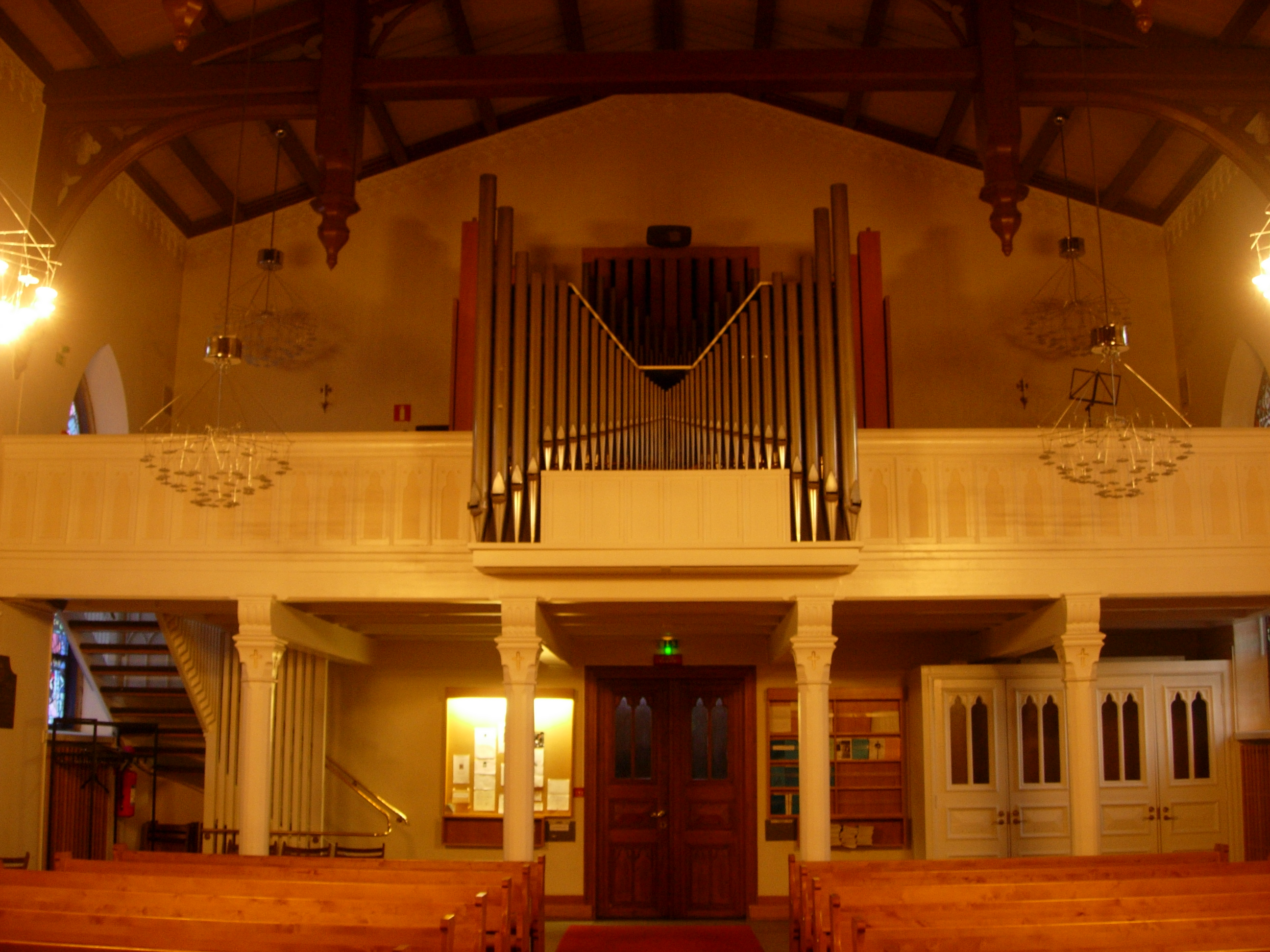
ヘルシンキのカトリック教会のオルガン・ロフト。

屋根の直下にある部屋や階は、寒暖の差があるため居住には使われず、めったに使わない物を置く倉庫として使われる。またこうした屋根裏や最上階が特殊な用途のために使われることもある。例えば教会の中の「クワイア・ロフト」（choir loft）と呼ばれる聖歌隊席や、オルガンを置くための「オルガン・ロフト」（organ loft）、一般住宅の「スリーピング・ロフト」（sleeping loft）と呼ばれる屋根裏の寝室、冬の間に独りで集中して作業する工芸品など工作の職人などはその一例である。
こうした物置などとしてのロフトは、「屋根裏部屋」のおおざっぱな同義語としても使われる。屋根裏とロフトの違いは、屋根裏は建物の一つの階全体に広がるのに対し、ロフトは建物の一室または少数の部屋の上にあり、物の上げ下ろしのために床の一方向または多方向が途切れており、下の部屋からの吹き抜けになっていることにある。納屋の屋根裏にある「ヘイ・ロフト」（hayloft）は、一年分の干し草を積んでおくために下の階の部屋より広く取っていることもある。

## ロフト・アパートメント

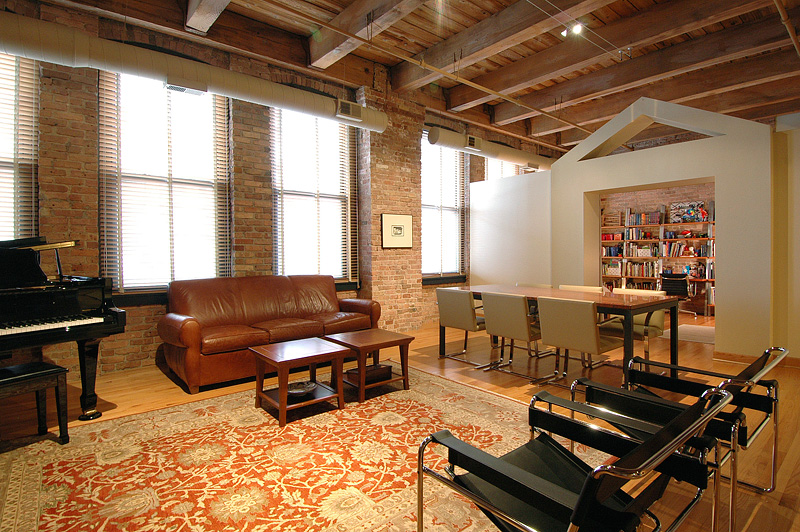
シカゴのロフト・アパートメント

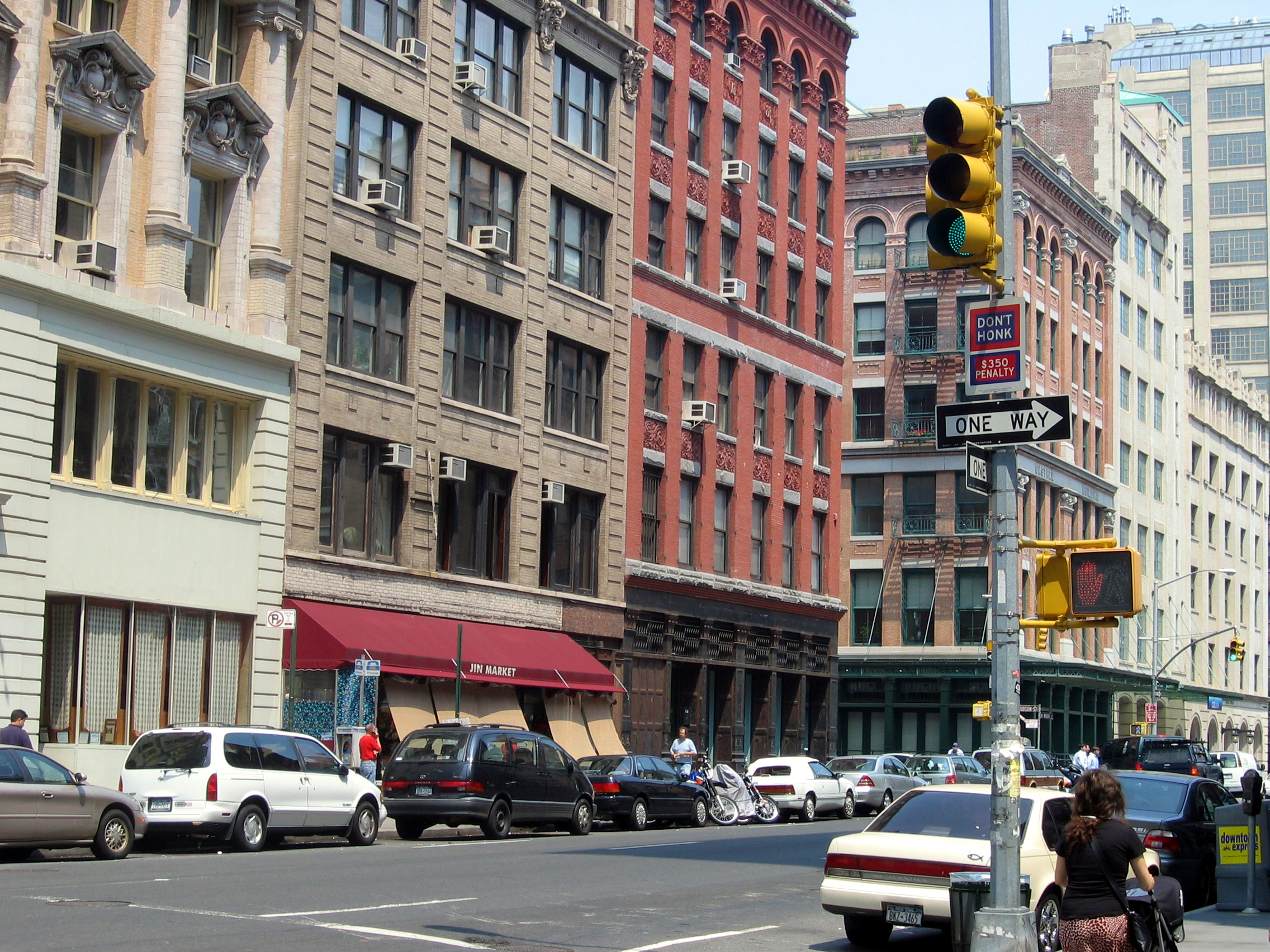
ニューヨークのトライベッカ地区、倉庫や工場などの上層階がロフト・アパートメントに転用された例

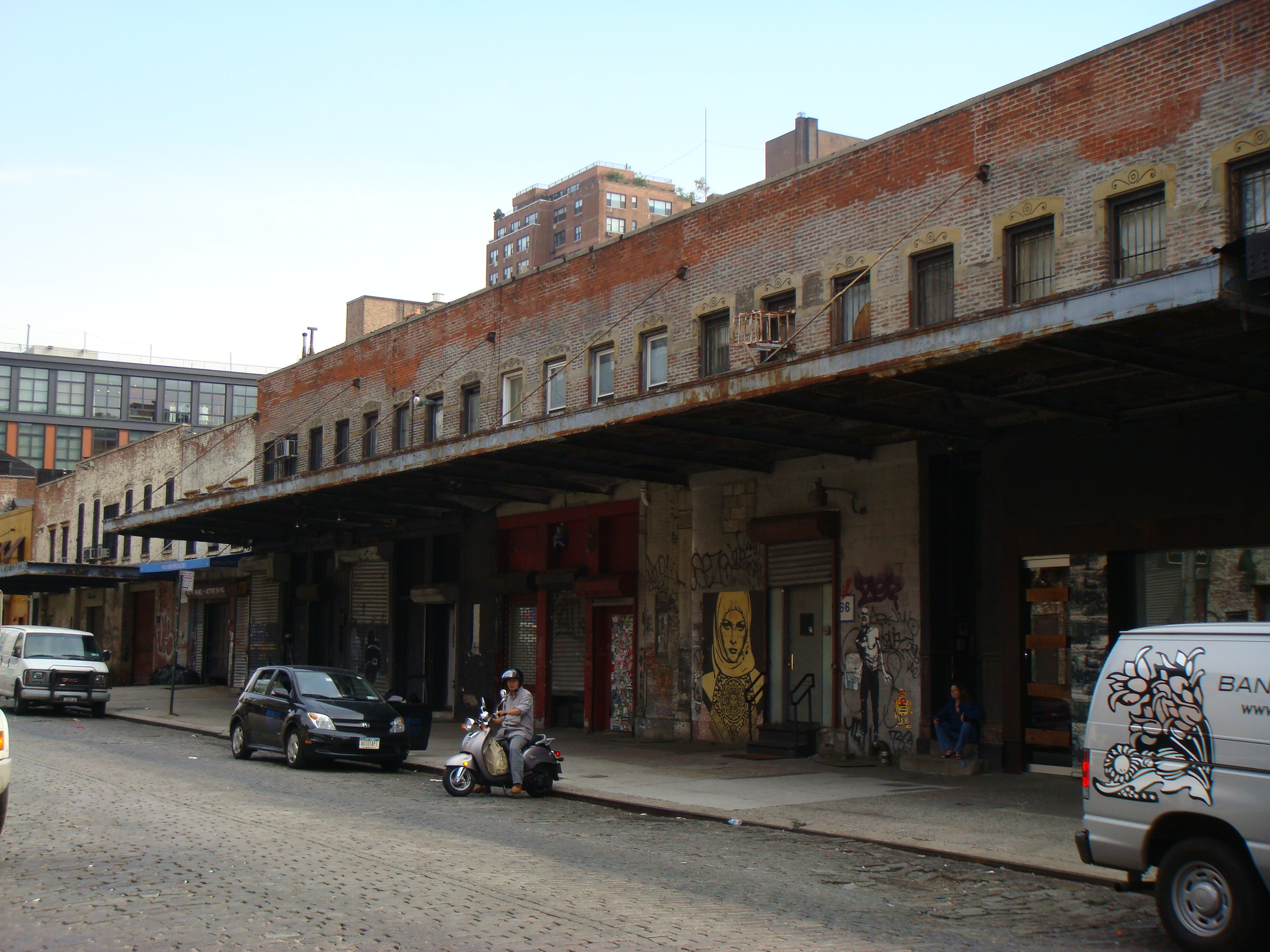
ニューヨークの「ミートパッキング・ディストリクト」。

アメリカなどにおける「ロフト・アパートメント」（loft apartment、賃貸用）や「ロフト・コンドミニアム」（loft condominium、分譲用）は、かつて工場や倉庫などとして使われた建物を改造した集合住宅を指す。産業用の建物を賃貸や分譲用の集合住宅に改造することを、一般的に「ウェアハウス・トゥ・ロフト」（warehouse-to-loft）ということもある。路上に面した一階部分を商業用に、上層階をロフト形式の住宅にするような開発を単に「ロフトスタイル」（loft-style）と称することもある。
工場・倉庫では、もともと作業用に各階の天井高が高めに作られているため、住居としての改造に当たり一つの住区画の一部に中二階や階段を増設して居住空間を増やし、残りの天井の高い部分は作品制作のためのスタジオやアトリエ、あるいは吹き抜けの居間にされる。また工場・倉庫の時のままのレンガ壁やコンクリートの床をそのまま利用し、むき出しの状態であることを売りにされることもある。ロフト形式の集合住宅は、老朽化した工場街や倉庫街を再生して街の新しい「芸術地区」として売り出すにあたり、ギャラリーなどとともに古い建物の中に導入されることが多い。
荒廃した廃工場や廃倉庫のロフトは、安価で広く窓も大きく、明るい制作空間を必要とする芸術家などの間でもともと人気があったが、後に芸術家のようなボヘミアン的な暮らしにあこがれる豊かな若者もロフトに住むようになった。欧米の大都市の再開発では、工場などをロフトに改造して高所得者用の住宅として販売するジェントリフィケーションの手法は一般的なものとなっている。例えばニューヨークのソーホーは鋳鉄建築の工場街が転じて1950年代以降アトリエ街となった例であり、近年の例では、ハドソン川沿いの西14丁目以南にある精肉工場群が1990年代以降にブティックやクラブに変身した「ミートパッキング・ディストリクト」がある。同様の例は全米に見られる。
ロサンゼルス市が2001年に制定した「適応型再利用条例」（アダプティヴ・リユース・オーディナンス、Adaptive Reuse Ordinance）などのように、経済的に立ち行かなくなった産業施設やオフィスビルを用途変更し、ロフトのある高品質な住宅や芸術家住宅へ転換することを推進する条例や法律も全米各地で作られている。これは都市文化の振興や、より魅力的な都市へと移住しようとするクリエイティブ階層の人々を惹きつけ集積させることも目指してもいる。
高所得層におけるロフトの需要の高まりに対し、不動産開発業者が廃工場を高い費用をかけてロフト住宅へ再生するだけでなく、すでにジェントリフィケーションの進んだ地区にロフト物件のある高級コンドミニアムをわざわざ新築する場合すらある。完全新築のロフト風高級住宅は、廃工場・廃倉庫地区など経済的に沈滞した地区に住む危険なくしてロフトの持つ都市生活の楽しさを享受しようというものであるが、家賃の安い怪しげな地区に集まって住む本来のロフト生活の精神やボヘミアニズムからは離れたものとする批判もある。

## その他のロフトの種類

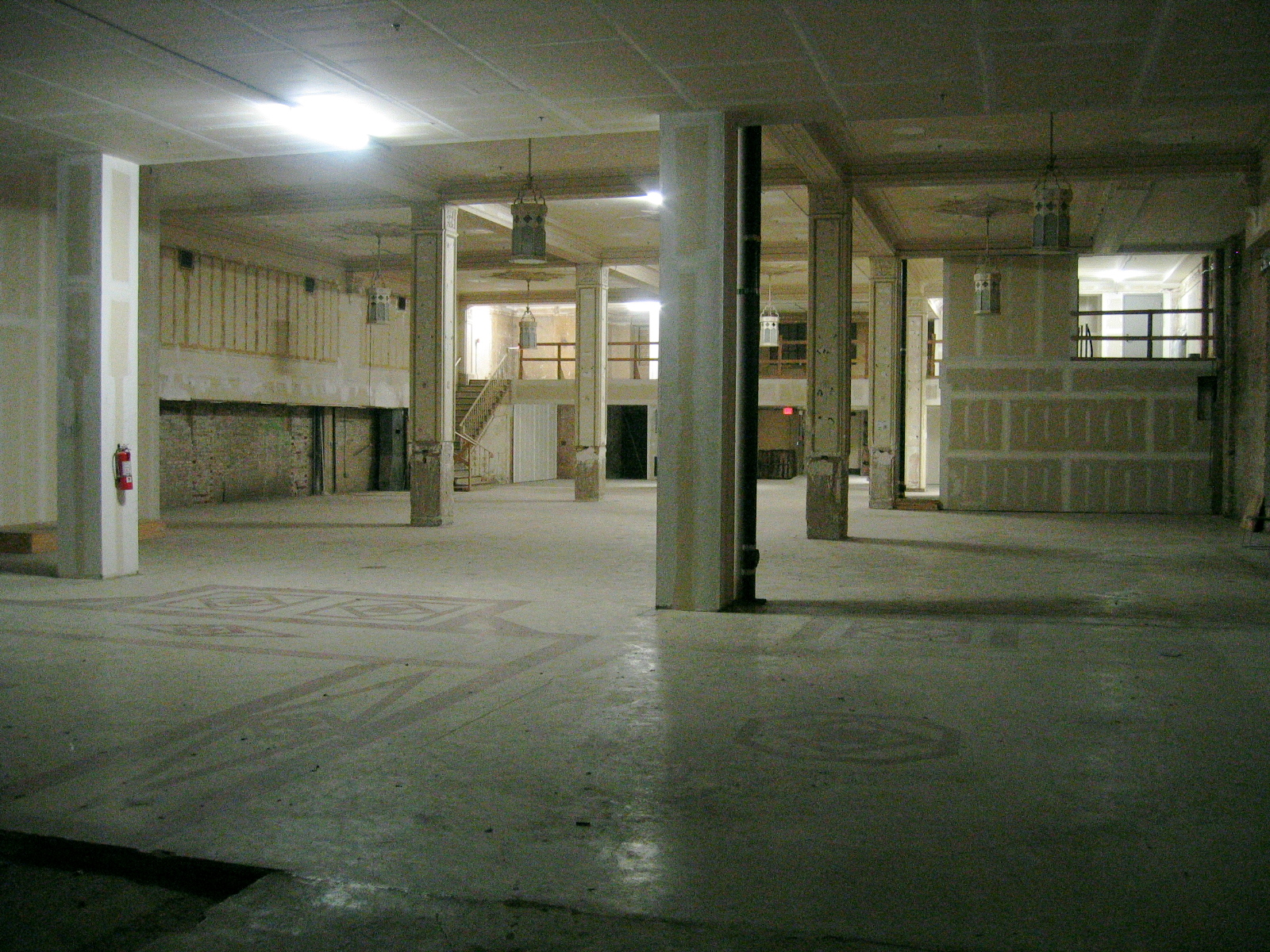
倉庫とロフト。

コマーシャル・ロフト
コマーシャル・ロフト（Commercial loft）は、17フィート（5.18m）以上の天井高のある建物で、部屋の一部に倉庫やオフィスとして使われる中二階を作っているものである。主な用途は工場などで、中二階は事務室などに使われる。

リギング・ロフト
リギング・ロフト（Rigging loft）は、造船所で帆船の索具（リギング）を取り付ける際、作業員が立つギャラリー（回廊）や足場などを指す。

セイル・ロフト
セイル・ロフト（Sail loft）は、帆布業者が帆を広げる時に使う大きな空間である。